# Osadní výbor

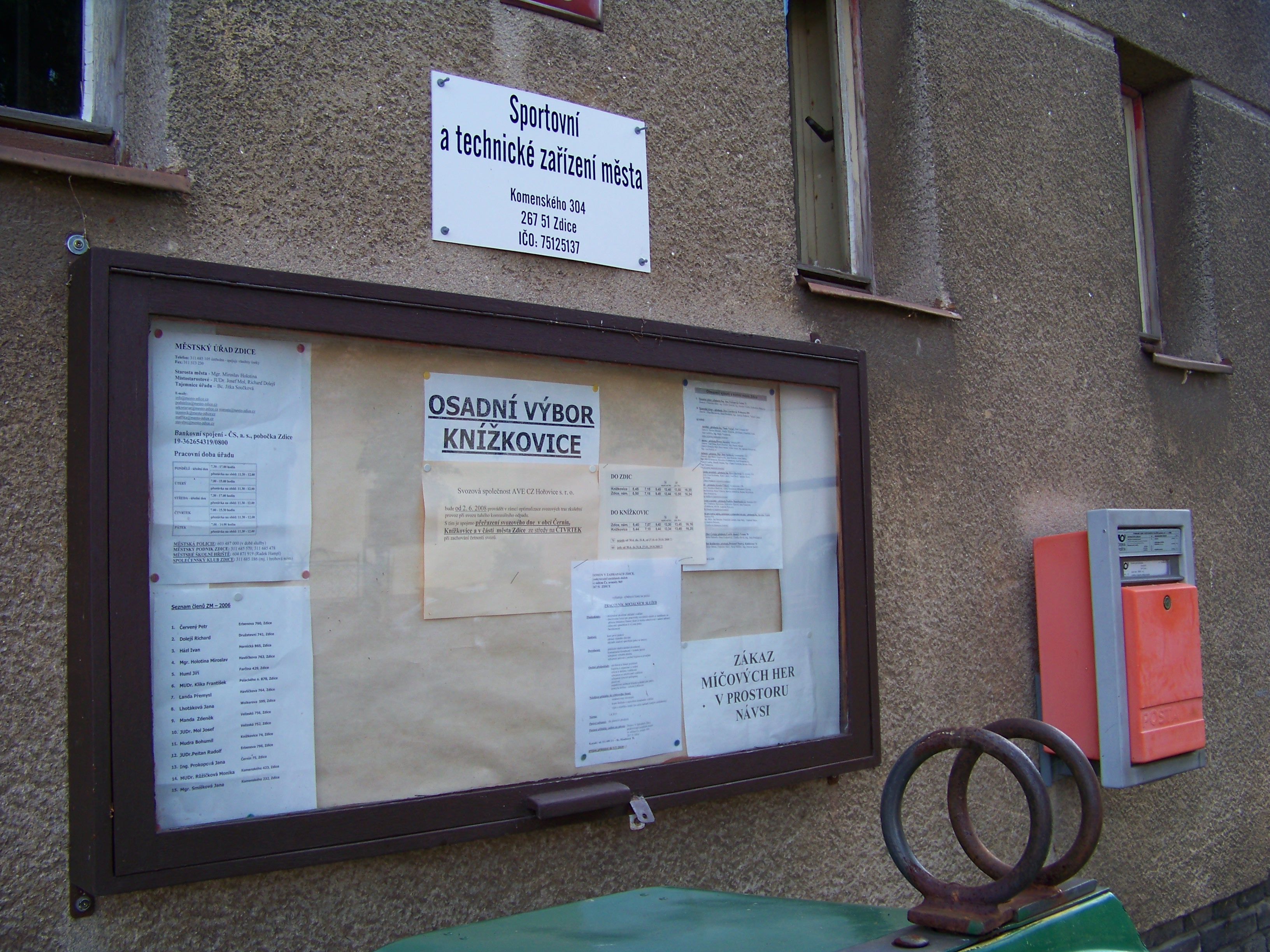
Úřední deska osadního výboru v Knížkovicích, vesnici připojené k městu Zdice

Osadní výbor nebo místní výbor je v České republice speciální typ výboru zastupitelstva obce, tedy iniciativní a kontrolní orgán zastupitelstva obce, který může zastupitelstvo obce zřídit pro část obce (částí obce může být například vesnice nebo jiná osada, čtvrť atd.)
Oba názvy jsou právně rovnocenné, název výboru volí zastupitelstvo zpravidla k přihlédnutím k charakteru příslušné části obce. V zákoně o obcích jsou místní výbory zahrnuty pod legislativní zkratku osadní výbor.

## Vznik
Možnost vzniku osadních nebo místních výborů byla v České republice nově založena v roce 2000 zákonem o obcích č. 128/2000 Sb. Rozsah jejich působnosti i složení řeší paragrafy 120 a 121.
Osadní nebo místní výbor(y) mohou (avšak nemusí) být zřizovány zastupitelstvem obce podle § 120 zákona o obcích. Výbory musí být složené z občanů obce, kteří jsou přihlášeni k trvalému pobytu v příslušné části obce. Zastupitelstvo určuje počet členů osadního výboru (podle zákona musí mít nejméně 3 členy) a jmenovitě z jejich řad zvolí předsedu. Osadní výbor je jediným druhem výboru zastupitelstva (§ 117 zákona o obcích), jehož předsedou nemusí být člen zastupitelstva.
Má-li obec více částí obce, zákon nestanoví, že by k nim z tohoto hlediska muselo být přistupováno rovnocenně. Zastupitelstvo tedy může podle své libovůle zřídit výbor například pro všechny existující části obce, anebo pouze pro jednu či několik odlehlých částí obce anebo naopak například pouze pro centrální část obce zahrnující historické centrum. Osadní výbory jsou nejčastěji zřizovány pro stavebně oddělené odlehlejší části obce. Ačkoliv zákon takovou možnost nezmiňuje, některá města zřizují společný osadní výbor pro více částí obce. Obvykle jsou osadní výbory jmenovány podle návrhu podaného z řad aktivních občanů nebo zastupitelů z příslušné části. V některých městech jsou místo osadních výborů zřizovány komise rady města pro určitou část obce (například ve Zlíně). Osadní výbor zaniká stejně jako ostatní výbory s koncem funkčního období zastupitelstva, které osadní výbor zřídilo. Takový je právní výklad Ministerstva vnitra ČR, v zákoně o obcích to není výslovně uvedeno.
Stanovit části obce a zvolit pro ně místní výbory mohou i statutární města, která mohou také ustanovit městské části nebo městské obvody a přenést na ně část kompetencí města. Postavení místního nebo osadního výboru vůči orgánům samosprávných městských částí nebo obvodů ve statutárních městech zákon neřeší. V Brně, Pardubicích a Plzni zřizují osadní výbory i zastupitelstva městských obvodů nebo městských částí. V Liberci má jedna část města status městského obvodu a v několika dalších jsou zřízeny osadní výbory.
Pro hlavní město Prahu, na niž se nevztahuje zákon o obcích, zákon o hlavním městě Praze ani Statut hlavního města Prahy možnost zřizovat místní části ani místní nebo osadní výbory výslovně nezakládá. Zastupitelstvo hlavního města Prahy i zastupitelstva městských částí však teoreticky mohou ustanovit podobné výbory pro lokální témata podle obecných ustanovení o výborech zastupitelstev.

## Pravomoc
Osadní nebo místní výbor je oprávněn podle § 121 zákona o obcích
- předkládat orgánům obce (zastupitelstvu, radě i ostatním výborům) návrhy týkající se rozvoje části obce a rozpočtu obce a
- vyjadřovat se k takovým návrhům nebo k podnětům a připomínkám, které se týkají dotyčné části obce nebo které předkládají obecním orgánům občané obce s trvalým pobytem v dotyčné části obce.

Předseda výboru má právo na udělení slova v zastupitelstvu obce, pokud o to požádá.
Působnost osadního nebo místního výboru se týká pouze samosprávné působnosti obce, nikoliv přenesené působnosti státní správy. Nevztahuje se tedy například k projednávání přestupků.

## Označení
Naprostá většina obcí, které podobné výbory zřizují, volí název osadní výbor, který je ostatně v českém zákoně o obcích používán jako legislativní zkratka i pro místní výbory. Název místní výbor je používán velmi málo, možná pro jeho podobnost s názvem místní národní výbor, používaným pro orgány místní správy před rokem 1989.
Zřízení místního výboru je doloženo od 1. května 2009 pro sídliště Nové Zákupy ve městě Zákupy  a od roku 2011 také ve městě Poděbrady.

## Obce s osadními a místními výbory

### Osadní výbory ve statutárních městech
- statutární město Brno nezřizuje v roce 2021 žádné osadní výbory. Od roku 2003 působily z rozhodnutí zastupitelstva městské části Brno-Slatina osadní výbory Slatinka (tříčlenný, pro ulici Slatinka) a osadní výbor Osada pod Stránskou skálou, do roku 2006 zvaný Černovičky [2] (čtyřčlenný, pro ulice Černovičky, Stránská a Podstránská), později tyto osadní výbory zanikly.
- statutární město České Budějovice zřídilo 13. 5. 2019 výbor pro záležitosti Třebotovic a Kaliště u Českých Budějovic[3], který ale není osadním výborem podle zákona o obcích. Zdůvodněno to bylo skutečností, že Třebotovice a Kaliště nejsou částmi obce (jsou součástí části České Budějovice 5) a osadní výbor zde podle právní analýzy města nelze zřídit[4][5], což je ovšem v přímém rozporu s mnoha obdobnými osadními výbory zřízenými v jiných městech na území odlišně vymezeném od evidenční části města (například v Havlíčkově Brodě, Horním Slavkově, Orlové nebo Rožnově pod Radhoštěm)
- statutární město Děčín má v roce 2021 zřízen osadní výbor Dolní Žleb (poprvé zřízen v roce 2011)[6]
- statutární město Frýdek-Místek má v roce 2021 zřízeny osadní výbory Chlebovice, Lískovec, Panské Nové Dvory, Skalice a Zelinkovice-Lysůvky[7]
- statutární město Jablonec nad Nisou má v roce 2021 zřízeny osadní výbory Centrum, Kokonín, Mšeno nad Nisou, Novoveská, Proseč nad Nisou, Rýnovice a Lukášov, Šumava a Jablonecké Paseky, Vrkoslavice a Dolina a Žižkův Vrch[8]
- statutární město Jihlava má v roce 2021 zřízeny osadní výbory Antonínův Důl a Červený Kříž, Helenín, Henčov, Heroltice, Hosov, Hruškové Dvory, Kosov, Pávov, Popice, Staré Hory, Vysoká a Zborná[9]
- statutární město Karviná nezřizuje v roce 2021 žádné osadní výbory. V roce 2016 hlasovalo zastupitelstvo města o žádosti občanů o zřízení osadních výborů Louky a Staré Město, ale návrh nebyl schválen.
- statutární město Liberec má v roce 2021 zřízeny následující osadní výbory[10]
  - osadní výbor Rochlice (od roku 2006)
  - osadní výbor Horní Hanychov (od roku 2004)
  - osadní výbor Pilínkov – Hluboká (Pilínkov od roku 2003, Hluboká od roku 2007)
  - osadní výbor Vesec (od roku 2009)
  - osadní výbor Kateřinky (od roku 2009)
  - osadní výbor Rudolfov
  - osadní výbor Janův Důl (od roku 2015)
  - osadní výbor Machnín, Karlov a Bedřichovka (od roku 2015)
  - osadní výbor Růžodol I (od roku 2019)
  - osadní výbor Kristiánov
  - osadní výbor Františkov
- statutární město Pardubice nezřizuje žádné osadní výbory, ale městský obvod Pardubice IV má v roce 2021 zřízeny osadní výbory Černá za Bory a Žižín, Drozdice, Mnětice, Nemošice, Pardubičky, Slovany a Staročernsko[11]
- statutární město Plzeň nezřizuje žádné osadní výbory, ale městský obvod Plzeň 3 má v roce 2021 zřízeny osadní výbory Radobyčice a Valcha[12]
- statutární město Prostějov má v roce 2021 zřízeny následující osadní výbory[13]
  - osadní výbor Krasice, Čechovice, Domamyslice
  - osadní výbor Vrahovice, Čechůvky (poprvé zřízen 15. 2. 2005)
  - osadní výbor Žešov
- statutární město Přerov má v roce 2021 zřízen výbor pro místní části[14], který ale není osadním výborem podle zákona o obcích
- statutární město Třinec má v roce 2021 zřízeny osadní výbory Dolní Líštná, Guty, Kanada, Karpentná, Kojkovice, Konská-Osůvky, Konská-Podlesí, Nebory a Oldřichovice[15]
- statutární město Ústí nad Labem nezřizuje žádné osadní výbory, ale městský obvod Ústí nad Labem-Střekov má v roce 2021 zřízen osadní výbor Svádov[16]

### Osadní výbory v jiných městech

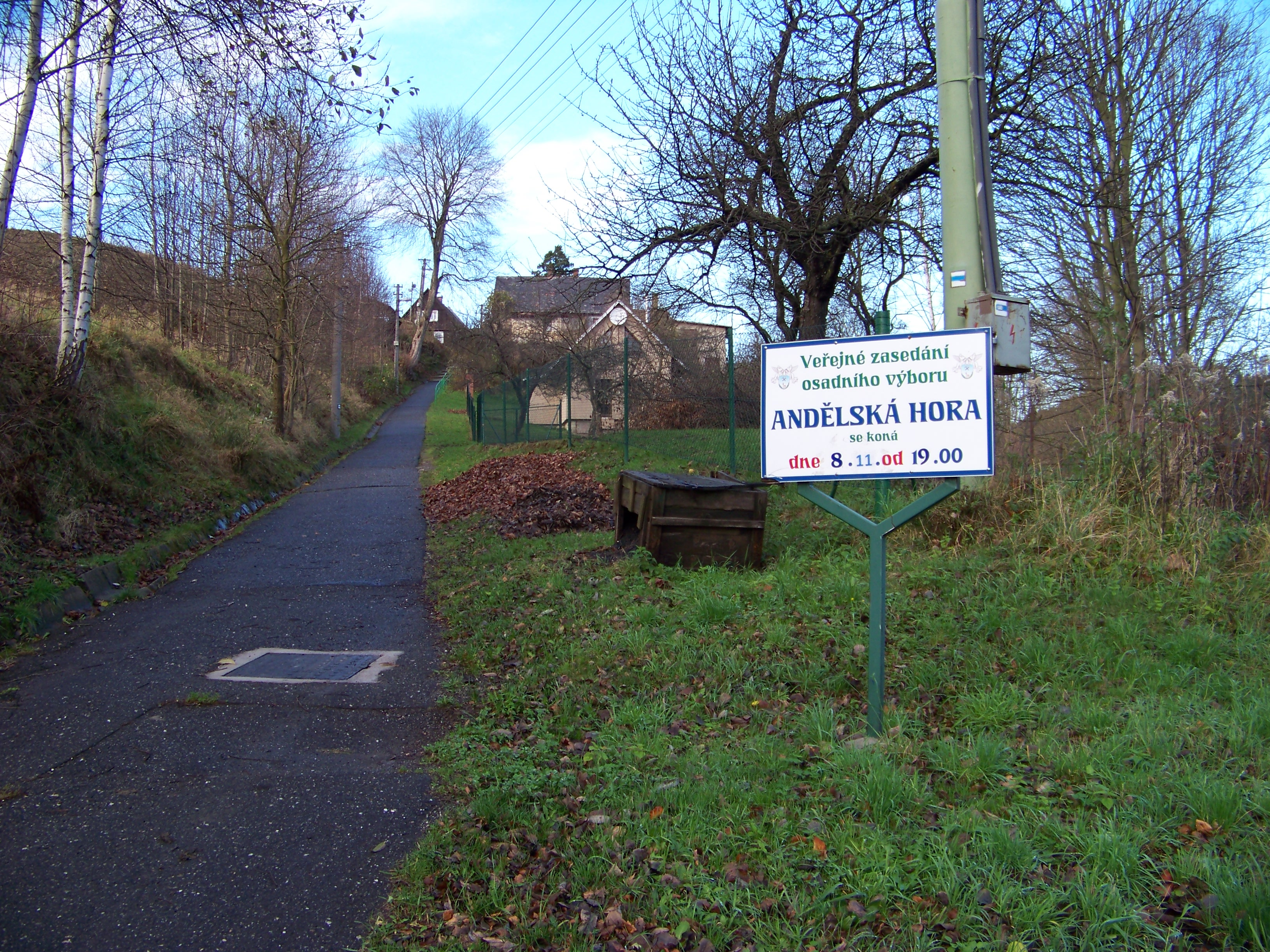
Proměnná plechová tabule s pozvánkou na veřejné zasedání osadního výboru Andělské Hory, části Chrastavy

- město Aš má v roce 2021 zřízeny tři osadní výbory, osadní výbor nemají části Aš, Nebesa a Nový Žďár[17]
  - osadní výbor Vernéřov, Horní Paseky, Dolní Paseky
  - osadní výbor Kopaniny, Doubrava
  - osadní výbor Mokřiny
- město Bechyně má v roce 2021 zřízeny osadní výbory Hvožďany a Senožaty[18]
- město Benešov má v roce 2021 zřízeno šest osadních výborů[19]
  - osadní výbor Bedrč
  - osadní výbor Boušice, Červený Dvůr, Dlouhé Pole a Okrouhlice
  - osadní výbor Buková Lhota a Vidlákova Lhota
  - osadní výbor Mariánovice
  - osadní výbor Pomněnice
  - osadní výbor Úročnice
- město Beroun má v roce 2021 zřízeny osadní výbory Hostim, Jarov, Zavadilka a Zdejcina[20]
- město Bílovec má v roce 2021 zřízeny osadní výbory Bravinné, Lhotka, Lubojaty, Ohrada, Stará Ves a Výškovice[21]
- město Blatná má v roce 2021 zřízeny osadní výbory Blatenka, Čekanice, Drahenický Málkov, Hněvkov, Jindřichovice, Milčice, Řečice a Skaličany[22]
- město Bor má v roce 2021 zřízeny osadní výbory Borovany-Kosov, Čečkovice, Damnov, Doly, Holostřevy, Kurojedy, Málkovice, Skviřín a Vysočany[23]
- město Borohrádek má v roce 2022 zřízen osadní výbor Šachov[24]
- město Borovany má v roce 2021 zřízeny osadní výbory Dvorec, Hluboká u Borovan, Radostice, Trocnov, Třebeč a Vrcov[25]
- město Boskovice má v roce 2021 zřízeny osadní výbory Bačov, Hrádkov, Mladkov a Vratíkov[26]
- město Broumov má v roce 2021 zřízen osadní výbor Rožmitál[27]
- město Brtnice má v roce 2021 zřízeny osadní výbory Dolní Smrčné, Jestřebí, Komárovice, Malé, Panská Lhota, Přímělkov, Příseka, Střížov a Uhřínovice[28]
- město Brumov-Bylnice má v roce 2022 zřízeny osadní výbory Sidonie a Svatý Štěpán[29]
- město Bučovice má v roce 2021 zřízeny osadní výbory Černčín, Kloboučky, Marefy a Vícemilice[30]
- město Bystřice nad Pernštejnem má v roce 2021 zřízeny osadní výbory Bratrušín, Divišov, Domanín, Dvořiště, Karasín, Kozlov, Lesoňovice, Pivonice, Rovné a Vítochov[31]
- město Bystřice pod Hostýnem má v roce 2021 zřízeny osadní výbory Bílavsko, Hlinsko pod Hostýnem, Rychlov a Sovadina[32]
- město Cvikov má v roce 2021 zřízeny osadní výbory Drnovec, Lindava-Svitava a Trávník-Naděje[33]
- město Červený Kostelec má v roce 2021 zřízeny osadní výbory Bohdašín, Horní Kostelec, Lhota, Olešnice a Stolín-Mstětín[34]
- město Česká Kamenice má v roce 2021 zřízeny tři osadní výbory[35]
  - osadní výbor Filipov a Pekelský Důl
  - osadní výbor Kerhartice
  - osadní výbor Líska
- město Česká Lípa má v roce 2021 zřízeny osadní výbory Dobranov-Vlčí Důl-Heřmaničky-Písečná-Vítkov a Lada[36]
- město Česká Skalice má v roce 2021 osadní výbor Zlíč[37]
- město Česká Třebová má v roce 2021 zřízeny osadní výbory Kozlov, Lhotka, Skuhrov, Svinná[38]
- město Dašice má v roce 2021 zřízeny osadní výbory Pod Dubem, Prachovice a Zminný[39]
- město Dobrovice má v roce 2022 zřízeny osadní výbory Bojetice, Holé Vrchy, Chloumek, Libichov, Sýčina, Týnec a Úherce[40]
- město Doksy má v roce 2021 zřízeny osadní výbory Kruh-Vojetín, Obora, Staré Splavy a Zbyny[41]
- město Dolní Benešov má v roce 2021 zřízen osadní výbor Zábřeh[42]
- město Dubá má v roce 2021 zřízeny osadní výbory Deštná, Dřevčice, Korce, Lhota, Nedvězí-Dražejov, Nový Berštejn, Zakšín a Zátyní[43]
- město Dvůr Králové nad Labem má v roce 2021 zřízeny osadní výbory Lipnice, Verdek, Zboží a Žireč[44]
- město Frýdlant má v roce 2021 zřízen osadní výbor Albrechtice[45]
- město Fulnek má v roce 2021 zřízeny osadní výbory Děrné, Dolejší Kunčice, Jerlochovice, Jestřabí, Jílovec, Lukavec, Pohořílky, Stachovice a Vlkovice[46]
- město Habry má v roce 2021 zřízen výbor pro místní části, který však není osadním výborem podle zákona o obcích[47]
- město Havlíčkův Brod má v roce 2021 zřízeny následující osadní výbory[48]
  - osadní výbor Březinka
  - osadní výbor Herlify
  - osadní výbor Horní Papšíkov
  - osadní výbor Jílemník
  - osadní výbor Květnov
  - osadní výbor Mírovka
  - osadní výbor Novotnův Dvůr
  - osadní výbor Občiny
  - osadní výbor Perknov
  - osadní výbor Poděbaby, Klanečná
  - osadní výbor Suchá
  - osadní výbor Svatý Kříž
  - osadní výbor Šmolovy
  - osadní výbor Termesivy
  - osadní výbor Veselice
  - osadní výbor Vršovice
  - osadní výbor Vysočany
  - osadní výbor Zbožice
- město Heřmanův Městec má v roce 2021 zřízeny osadní výbory Chotěnice a Radlín a Konopáč[49]
- město Hluboká nad Vltavou má v roce 2021 zřízeny osadní výbory Bavorovice, Hroznějovice, Jeznice, Kostelec, Líšnice, Munice, Poněšice a Purkarec[50]
- město Hlučín má v roce 2021 zřízeny osadní výbory Bobrovníky, Darkovičky, Rovniny a Sídliště OKD[51]
- město Hodonín má v roce 2021 zřízeny osadní výbory Nesyt a Pánov[52]
- město Horní Slavkov má v roce 2021 zřízeny osadní výbory Kfely a Ležnice[53]
- město Hořice má v roce 2021 zřízeny osadní výbory Březovice, Chlum, Chvalina a Libonice[54]
- město Hradec nad Moravicí má v roce 2021 zřízen osadní výbor Domoradovice
- město Hrádek nad Nisou má v roce 2021 zřízeny osadní výbory Dolní Sedlo, Dolní Suchá, Oldřichov na Hranicích, Uhelná a Václavice[55]
- město Hranice má v roce 2021 zřízeny osadní výbory Lhotka, Velká, Drahotuše, Rybáře, Valšovice, Slavíč, Středolesí a Uhřínov[56]
- město Hronov má v roce 2021 zřízeny osadní výbory Malá Čermná (od roku 2007) a Zbečník (od roku 2011)[57]
- město Humpolec má v roce 2021 zřízeny osadní výbory Hněvkovice, Kletečná, Krasoňov, Lhotka, Petrovice, Plačkov, Rozkoš, Světlice a Vilémov[58]
- město Chlumec nad Cidlinou má v roce 2021 zřízeny osadní výbory Lučice a Pamětník[59]
- město Chodov má v roce 2021 zřízen osadní výbor Stará Chodovská[60]
- město Chotěboř má v roce 2021 zřízeny osadní výbory Bílek, Dobkov, Klouzovy, Počátky, Příjemky, Rankov, Střížov a Svinný[61]
- město Chrastava má v roce 2021 zřízeny osadní výbory Andělská Hora (od roku 2001) a Vítkov (od roku 2001, pro části Dolní Vítkov a Horní Vítkov)[62][63]
- město Ivančice má v roce 2021 zřízeny osadní výbory Budkovice, Letkovice, Němčice, Řeznovice[64]
- město Ivanovice na Hané má v roce 2021 zřízen osadní výbor Chvalkovice na Hané[65]
- město Jablonné v Podještědí mělo v letech 2014-2018 zřízen osadní výbor Postřelná. Od roku 2018 na území města žádné osadní výbory zřízeny nejsou.[66]
- město Jaroměř má v roce 2021 zřízeny osadní výbory Josefov a Semonice[67]
- město Jaroměřice nad Rokytnou má v roce 2021 zřízeny osadní výbory Boňov, Ohrazenice, Popovice, Příložany, Ratibořice a Vacenovice[68]
- město Jemnice má v roce 2021 zřízeny osadní výbory Louka a Panenská[69]
- město Jesenice má v roce 2021 má v roce 2021 zřízen osadní výbor Podbořánky[70]
- město Jičín má v roce 2021 zřízeny osadní výbory Popovice, Robousy, Sedličky (všechny od 11. 12. 2006) a Hubálov (od 6. 11. 2019)[71]
- město Jilemnice má v roce 2021 zřízen osadní výbor Hrabačov[72]
- město Jindřichův Hradec má v roce 2021 zřízeny osadní výbory Buk, Děbolín, Dolní Radouň, Dolní Skrýchov, Horní Žďár, Matná, Otín, Políkno a Radouňka[73]
- město Jirkov má v roce 2021 zřízen pouze osadní výbor Červený Hrádek[74], v roce 2018 existoval také osadní výbor Jindřišská a v roce 2014 osadní výbor Březenec
- město Jistebnice má v roce 2021 zřízeny následující osadní výbory[75]
  - osadní výbor Alenina Lhota-Javoří-Cunkov
  - osadní výbor Božejovice
  - osadní výbor Božejovice nádraží
  - osadní výbor Drahnětice
  - osadní výbor Hůrka
  - osadní výbor Jistebnice (poprvé od 11. 4. 2019)
  - osadní výbor Křivošín
  - osadní výbor Makov
  - osadní výbor Orlov-Podol
  - osadní výbor Ounuz
  - osadní výbor Padařov
  - osadní výbor Plechov-Chlum
  - osadní výbor Dolní a Horní Smrkov
  - osadní výbor Stružinec-Nehonín-Ostrý
  - osadní výbor Svoříž
  - osadní výbor Třemešná
  - osadní výbor Vlásenice
  - osadní výbor Zbelítov-Hodkov-Zvěstonín-Pohoří
- město Kaplice má v roce 2021 zřízen osadní výbor bez názvu pro část města Mostky[76]
- město Klimkovice má v roce 2022 zřízeny osadní výbory Hýlov, Josefovice, Václavovice I. a Václavovice-Polanecká[77]
- město Kojetín má v roce 2022 zřízeny osadní výbory Kovalovice a Popůvky[78]
- město Konice má v roce 2021 zřízeny osadní výbory Čunín, Křemenec, Ladín, Nová Dědina a Runářov[79]
- město Kopidlno má v roce 2021 zřízeny osadní výbory Drahoraz, Ledkov, Mlýnec a Pševes[80]
- město Kopřivnice má v roce 2021 zřízeny výbory pro místní části Lubina, Mniší a Vlčovice[81]
- město Kostelec nad Černými lesy má v roce 2021 zřízen osadní výbor Svatbín (od roku 2007)[82]
- město Kostelec nad Orlicí má v roce 2021 zřízen osadní výbor Kostelecká Lhota-Koryta-Kozodry[83]
- město Králíky má v roce 2021 zřízenu komisi pro osadní výbory a dále následující osadní výbory[84][85][86]
  - osadní výbor Červený Potok (i pro část Horní Hedeč)
  - osadní výbor Dolní Boříkovice (i pro část Horní Boříkovice)
  - osadní výbor Dolní Hedeč (i pro část Kopeček)
  - osadní výbor Dolní Lipka
  - osadní výbor Heřmanice
  - osadní výbor Horní Lipka
  - osadní výbor Prostřední Lipka
- město Kroměříž má v roce 2021 zřízeny osadní výbory Bílany, Drahlov, Hradisko, Kotojedy, Postoupky, Těšnovice, Trávník, Vážany a Zlámanka[87]
- město Kryry má v roce 2021 zřízeny osadní výbory Běsno, Stebno a Strojetice[88]
- město Kunštát má v roce 2021 zřízeny osadní výbory Hluboké, Rudka, Sychotín, Touboř a Újezd[89]
- město Kutná Hora má v roce 2021 zřízeny osadní výbory Hlouška, Kaňk, Malín, Neškaredice, Perštejnec, Poličany, Sedlec, Šipší, Třešňovka-Horní Hlouška, Vnitřní Město a Žižkov a Vrchlice[90]
- město Kyjov zřídilo 9. září 2019 osadní výbor Bohuslavice, po místním projednání 25. listopadu 2019 však nebyli jmenováni členové a výbor nezačal pracovat[91]
- město Kynšperk nad Ohří má v roce 2021 zřízen osadní výbor Dolní Pochlovice, Chotíkov a Liboc[92]
- město Letovice má v roce 2021 zřízeny osadní výbory Babolky, Dolní Smržov, Chlum, Jasinov, Kladoruby, Kochov, Lhota, Meziříčko, Novičí, Podolí, Slatinka, Třebětín, Zábludov, Kněževísko, Zboněk a Klevetov[93]
- město Lipník nad Bečvou má v roce 2021 zřízeny osadní výbory Loučka, Nové Dvory, Podhoří a Trnávka[94]
- město Lišov má v roce 2021 zřízeny osadní výbory Červený Újezdec, Hrutov, Hůrky, Kolný, Levín, Lhotice, Miletín (pro části Dolní Miletín a Horní Miletín), Slověnice (pro části Dolní Slověnice a Horní Slověnice), Velechvín a Vlkovice[95]
- město Litomyšl má v roce 2021 zřízeny osadní výbory Kornice, Nedošín, Nová Ves, Pazucha, Pohodlí a Suchá[96]
- město Litovel má v roce 2021 zřízeny osadní výbory Březové, Chořelice, Chudobín, Myslechovice, Nasobůrky, Nová Ves, Rozvadovice, Savín, Tři Dvory, Unčovice a Víska[97]
- město Litvínov má v roce 2021 zřízen osadní výbor Janov[98]
- město Loket má v roce 2021 zřízen osadní výbor Údolí-Nadlesí-Dvory[99]
- město Loštice má v roce 2022 zřízeny osadní výbory Vlčice a Žádlovice[100]
- město Manětín mělo v letech 2010-2014 zřízeny osadní výbory Brdo a Rabštejn nad Střelou. Od roku 2014 na území města žádné osadní výbory zřízeny nejsou.
- město Meziměstí má v roce 2021 zřízeny osadní výbory Březová, Ruprechtice a Vižňov[101]
- město Mladá Vožice má v roce 2021 zřízeny následující osadní výbory[102]
  - osadní výbor Blanice, Bendovo Záhoří, Krchova Lomná
  - osadní výbor Janov, Dolní Kouty, Horní Kouty, Staniměřice
  - osadní výbor Noskov, Chocov
  - osadní výbor Radvanov
  - osadní výbor Stará Vožice
- město Mohelnice má v roce 2021 zřízeny osadní výbory Křemačov, Květín, Libivá, Podolí, Řepová, Studená Loučka a Újezd[103]
- město Moravské Budějovice má v roce 2021 zřízeny osadní výbory Jackov, Lažínky, Vesce a Vranín[104]
- město Moravský Beroun má v roce 2022 zřízen osadní výbor Nové Valteřice[105]
- město Moravský Krumlov má v roce 2021 zřízeny osadní výbory Polánka a Rokytná[106]
- město Náchod má v roce 2021 zřízeny osadní výbory Babí, Běloves, Bražec, Jizbice, Klínek, Lipí, Pavlišov, Plhov, Sídliště U Nemocnice a Zátiší[107]
- město Náměšť nad Oslavou má v roce 2021 zřízeny osadní výbory Jedov a Zňátky[108]
- město Nejdek má v roce 2021 zřízen osadní výbor Fojtov[109]
- město Nová Paka má v roce 2021 zřízeny osadní výbory Heřmanice, Kumburský Újezd, Podlevín, Přibyslav, Pustá Proseč, Radkyně, Studénka, Štikov, Valdov, Vlkov a Vrchovina[110]
- město Nové Hrady má v roce 2021 zřízeny následující osadní výbory[111]
  - osadní výbor Byňov-Jakule-Štiptoň
  - osadní výbor Nakolice-Vyšné-Obora
  - osadní výbor Údolí
  - osadní výbor nemají části obce Nové Hrady a Veveří
- město Nové Město na Moravě má v roce 2021 zřízeny osadní výbory Hlinné, Jiříkovice, Maršovice, Olešná, Petrovice, Pohledec, Rokytno, Slavkovice a Studnice[112]
- město Nové Město nad Metují má v roce 2021 zřízeny osadní výbory Krčín, Spy a Vrchoviny[113]
- město Nový Bor má v roce 2021 zřízeny osadní výbory Bukovany, Dolní Pihel, Horní Pihel a Janov (výbory poprvé zřízeny v roce 2004)[114]
- město Nový Bydžov má v roce 2021 zřízeny osadní výbory Nová Skřeněř, Skochovice, Stará Skřeněř, Vysočany a Zábědov[115]
- město Nový Jičín má v roce 2021 zřízeny osadní výbory Bludovice, Loučka, Kojetín, Straník a Žilina[116]
- město Odry má v roce 2021 zřízeny osadní výbory Dobešov, Kamenka, Klokočůvek, Loučky, Pohoř, Tošovice, Veselí a Vítovka[117]
- město Orlová má v roce 2021 zřízeny osadní výbory Poruba, Stará Orlová, Výhoda a Zimný důl-Lazy[118]
- město Paskov má v roce 2021 zřízen osadní výbor Oprechtice[119]
- město Pelhřimov má v roce 2021 zřízeny 23 osadní výbory, jedinou částí bez osadního výboru je Pelhřimov[120]
  - osadní výbor Benátky
  - osadní výbor Bitětice
  - osadní výbor Čakovice
  - osadní výbor Hodějovice
  - osadní výbor Houserovka
  - osadní výbor Chvojnov
  - osadní výbor Janovice (i pro část Ostrovec)
  - osadní výbor Lešov
  - osadní výbor Lipice
  - osadní výbor Myslotín
  - osadní výbor Nemojov
  - osadní výbor Pejškov
  - osadní výbor Pobistrýce
  - osadní výbor Radětín
  - osadní výbor Radňov
  - osadní výbor Rybníček
  - osadní výbor Skrýšov
  - osadní výbor Služátky
  - osadní výbor Starý Pelhřimov
  - osadní výbor Strměchy (i pro části Jelcovy Lhotky a Kocourovy Lhotky)
  - osadní výbor Útěchovičky
  - osadní výbor Vlásenice
  - osadní výbor Vlásenice-Drbohlavy
- město Písek má v roce 2021 zřízeny osadní výbory Hradiště, Nový Dvůr, Purkratice, Semice, Smrkovice a Svatý Václav[121]
- město Planá má v roce 2021 zřízeny osadní výbory Otín a Zliv a výbor pro záležitosti Karlína (není osadním výborem podle zákona o obcích)[122]
- město Plumlov má v roce 2022 zřízeny osadní výbory Hamry, Soběsuky a Žárovice[123]
- město Poděbrady má v roce 2021 zřízeny místní výbory Kluk, Polabec, Přední Lhota, Velké Zboží a Žižkov[124]
- město Police nad Metují má v roce 2021 zřízeny osadní výbory Hlavňov, Pěkov-Hony a Radešov[125]
- město Potštát mělo v letech 2012–2014 zřízen osadní výbor Lipná.[126] Od roku 2014 na území města žádné osadní výbory zřízeny nejsou.
- město Prachatice má v roce 2021 zřízeny následující osadní výbory[127]
  - osadní výbor Kahov, Podolí, Oseky a Stádla
  - osadní výbor Libínské Sedlo, Perlovice a Volovice
  - osadní výbor Staré Prachatice, Ostrov a Městská Lhotka
- město Příbor má v roce 2021 zřízeny osadní výbory Hájov a Prchalov[128]
- město Přibyslav má v roce 2021 zřízeny osadní výbory Česká Jablonná, Dobrá, Dolní Jablonná, Hřiště, Keřkov, Poříčí, Ronov nad Sázavou a Utín[129]
- město Rájec-Jestřebí má v roce 2021 zřízeny osadní výbory Holešín a Karolín[130]
- město Rožnov pod Radhoštěm mělo v letech 2011–2018 zřízeny osadní výbory Bučiska, Hážovice, Horní Paseky (od roku 2014) a Jižní město (od roku 2011). Od roku 2018 na území města žádné osadní výbory zřízeny nejsou.
- město Rumburk mělo v letech 2008–2014 zřízen osadní výbor Dolní Křečany. Od roku 2014 na území města žádné osadní výbory zřízeny nejsou.
- město Rýmařov má v roce 2021 zřízeny osadní výbory Ondřejov a Stránské[131]
- město Říčany má v roce 2021 zřízeny osadní výbory Jažlovice, Kuří, Pacov, Strašín a Voděrádky (všechny od roku 2003)[132][133]
- město Slavičín má v roce 2021 zřízeny osadní výbory Divnice, Hrádek na Vlárské dráze a Nevšová[134]
- město Slavonice má v roce 2021 zřízeny osadní výbory Mutišov, Stálkov a Vlastkovec[135]
- město Strakonice má v roce 2021 zřízeny osadní výbory Habeš, Hajská, Modlešovice, Nový Dražejov a Virt, Starý Dražejov a Střela[136]
- město Strmilov má v roce 2021 zřízen osadní výbor Česká Olešná[137]
- město Studénka má v roce 2021 zřízen osadní výbor Nová Horka[138]
- město Suchdol nad Lužnicí má v roce 2021 osadní výbory Bor, Františkov, Klikov a Tušť[139]
- město Světlá nad Sázavou má v roce 2021 osadní výbory Benetice, Dolní Březinka, Dolní Dlužiny, Horní Březinka, Horní Dlužiny, Josefodol, Kochánov, Lipnička, Mrzkovice, Opatovice, Závidkovice a Žebrákov[140]
- město Šlapanice má v roce 2021 zřízen osadní výbor Bedřichovice[141]

- město Šternberk má v roce 2022 zřízeny osadní výbory Dalov, Dolní Žleb, Chabičov, Krakořice, Lhota a Těšíkov[142]
- město Tábor má v roce 2021 zřízeny osadní výbory Čekanice, Čelkovice, Hlinice, Horky, Klokoty, Měšice, Náchod, Smyslov, Stoklasná Lhota, Větrovy, Všechov, Zahrádka, Záluží a Zárybničná Lhota[143][144]
- město Tachov má v roce 2021 zřízeny osadní výbory Bíletín (i pro část Vilémov), Malý Rapotín, Mýto, Oldřichov, Světce, Velký Rapotín a Vítkov[145]
- město Telč má v roce 2021 zřízen osadní výbor Studnice[146]
- město Tišnov má v roce 2021 zřízeny osadní výbory Hájek-Hajánky, Jamné a Pejškov[147]
- město Toužim má v roce 2021 zřízeny čtyři osadní výbory[148]
  - osadní výbor Dobrá Voda (zřízen 21. 6. 2007 v souvislosti s prací organizace Český západ v místní romské komunitě[149])
  - osadní výbor Kosmová
  - osadní výbor Prachomety
  - osadní výbor Třebouň
  - osadní výbor Nežichov vznikl 8. března 2007, později zanikl
  - osadní výbor Radyně byl plánován 8. března 2007, nebyl nakonec zřízen
- město Trhové Sviny má v roce 2021 zřízeny osadní výbory Březí, Bukvice, Čeřejov, Hrádek, Jedovary-Veselka, Nežetice, Něchov, Otěvěk, Pěčín, Rankov, Todně a Třebíčko[150]
- město Třeboň má v roce 2021 zřízeny osadní výbory Branná, Břilice, Holičky, Přeseka a Stará a Nová Hlína[151]
- město Třešť má v roce 2021 zřízeny osadní výbory Buková, Čenkov a Salavice[152]
- město Turnov má v roce 2021 zřízeny osadní výbory Bukovina-Kobylka-Dolánky, Malý Rohozec-Mokřiny-Vazovec a Mašov[153]
- město Týn nad Vltavou má v roce 2021 zřízeny osadní výbory Hněvkovice, Koloděje nad Lužnicí, Nuzice a Předčice[154]
- město Týnec nad Sázavou má v roce 2021 zřízeny osadní výbory Brodce, Čakovice, Chrást nad Sázavou-sídliště, Chrást nad Sázavou-vesnice, Krusičany, Pecerady, Podělusy a Zbořený Kostelec[155]
- město Týniště nad Orlicí má v roce 2021 zřízeny osadní výbory Křivice, Petrovice, Rašovice a Štěpánovsko[156]
- město Uničov má v roce 2022 zřízeny osadní výbory Benkov, Brníčko, Dětřichov, Dolní Sukolom, Horní Sukolom, Nová Dědina, Renoty a Střelice[157]
- město Valašské Klobouky má v roce 2021 zřízeny osadní výbory Lipina, Mirošov a Smolina[158]
- město Valašské Meziříčí má v roce 2021 zřízeny osadní výbory Brňov, Bynina, Hrachovec, Juřinka, Lhota a Podlesí[159]
- město Velká Bíteš má v roce 2021 zřízeny osadní výbory Bezděkov, Březka, Holubí Zhoř, Jáchymov, Jestřabí, Jindřichov, Košíkov, Ludvíkov a Pánov[160]
- město Veselí nad Lužnicí má v roce 2021 zřízen osadní výbor Horusice[161]
- město Veselí nad Moravou má v roce 2021 zřízeny osadní výbory Milokošť a Zarazice[162]
- město Vimperk má v roce 2021 zřízeny následující osadní výbory[163]
  - osadní výbor Bořanovice
  - osadní výbor Boubská
  - osadní výbor Hrabice, Křesanov, Cejsice a Modlenice
  - osadní výbor Lipka
  - osadní výbor Skláře
  - osadní výbor U Sloupů
- město Vítkov má v roce 2021 zřízeny osadní výbory Jelenice, Klokočov, Lhotka, Podhradí, Prostřední Dvůr a Zálužné[164]
- město Vodňany má v roce 2021 zřízeny osadní výbory Čavyně, Hvožďany, Křtětice, Pražák, Radčice, Újezd a Vodňanské Svobodné Hory[165]
- město Volyně má v roce 2021 zřízeny osadní výbory Černětice-Račí a Zechovice-Starov[166]
- město Vrbno pod Pradědem má v roce 2021 zřízen osadní výbor Mnichov[167]
- město Vysoké Mýto má v roce 2021 zřízeny osadní výbory Brteč, Domoradice, Knířov, Lhůta, Svařeň a Vanice[168]
- město Vyškov má v roce 2021 zřízeny osadní výbory Dědice, Hamiltony, Lhota-Pařezovice, Opatovice a Rychtářov[169]
- město Zábřeh má v roce 2021 zřízeny osadní výbory Pivonín a Hněvkov[170]
- město Zákupy má v roce 2021 zřízeny osadní výbory Božíkov a Kamenice a dále místní výbor Nové Zákupy (poprvé zřízen 1. května 2009) pro odloučené panelové sídliště[171]
- město Zdice má v roce 2021 zřízeny osadní výbory Černín (poprvé zřízen 24. 6. 2003) a Knížkovice (poprvé zřízen 12. 3. 2003)[172]
- město Zlaté Hory má v roce 2021 zřízeny osadní výbory Ondřejovice a Rejvíz[173]
- město Žatec má v roce 2021 zřízeny osadní výbory Bezděkov, Milčeves, Radíčeves (poprvé zřízen 6. 12. 2007[174]) a Záhoří[175]
- město Žďár nad Sázavou má v roce 2021 zřízeny osadní výbory Mělkovice, Radonín, Stržanov a Veselíčko[176]
- město Ždírec nad Doubravou má v roce 2021 zřízeny osadní výbory Benátky, Kohoutov, Nové Ransko, Stružinec, Studenec (pro části Horní Studenec a Nový Studenec) a Údavy[177]
- město Železný Brod mělo v letech 2011-2014 zřízeny osadní výbory Bzí, Dvírka, Horská Kamenice, Hrubá Horka, Chlístov, Jirkov, Popluž, Poříč, Rafanda, Spořilov-Vrší (zrušen 28. 1. 2013), Střevelná (zrušen 28. 1. 2013), Těpeře, Trávníky, Vápenka (všechny poprvé zřízeny 21. 9. 2011) a Štefánikova (poprvé zřízen 28. 1. 2013). Od roku 2014 na území města žádné osadní výbory zřízeny nejsou.[178][179]
- město Žirovnice má v roce 2021 zřízeny osadní výbory Cholunná, Litkovice, Stranná, Štítné a Vlčetín[180]
- město Žulová má v roce 2021 zřízen osadní výbor Tomíkovice[181]

### Osadní výbory v ostatních obcích
- městys Batelov má v roce 2021 zřízeny osadní výbory Bezděčín, Lovětín, Nová Ves a Rácov[182]
- městys Dolní Bukovsko má v roce 2021 zřízeny osadní výbory Bzí, Horní Bukovsko, Hvozdno, Pelejovice, Popovice a Radonice[183]
- městys Hustopeče nad Bečvou má v roce 2021 zřízeny osadní výbory Hranické Loučky, Poruba a Vysoká[184]
- městys Jimramov má v roce 2021 zřízen osadní výbor Ubušín[185]
- městys Kamenice má v roce 2021 zřízeny osadní výbory Kamenička, Řehořov a Vržanov[186]
- městys Ledenice má v roce 2021 zřízeny osadní výbory Ohrazení, Ohrazeníčko, Zaliny a Zborov[187]
- městys Lomnice má v roce 2021 zřízeny osadní výbory Brusná, Řepka a Veselí[188]
- městys Radomyšl má v roce 2021 zřízeny osadní výbory Domanice, Láz, Podolí a Rojice[189]
- obec Čerčany má v roce 2021 zřízeny osadní výbory Nové Městečko a Vysoká Lhota[190]
- obec Červená Voda má v roce 2021 zřízeny osadní výbory Dolní a Horní Orlice, Kasárna a Šanov[191]
- obec Dolany měla v roce 2007 zřízeny osadní výbory Pohořany a Véska, později zanikly[192]
- obec Dolní Újezd má v roce 2021 zřízen osadní výbor Skoky[193]
- obec Horní Stropnice má v roce 2021 zřízeny osadní výbory Dlouhá Stropnice, Hojná Voda, Rychnov u Nových Hradů, Svébohy a Světví[194]
- obec Huzová má v roce 2022 zřízen osadní výbor Arnoltice-Veveří[195]
- obec Jeseník nad Odrou má v roce 2021 zřízeny osadní výbory Blahutovice, Hrabětice, Hůrka a Polouvsí[196]
- obec Kamenice má v roce 2021 zřízeny osadní výbory Ládví (i pro část Ládeves), Skuheř, Struhařov, Těptín a Všedobrovice-Štiřín[197]
- obec Lichnov má v roce 2021 zřízen osadní výbor bez názvu pro část obce Dubnice[198]
- obec Malá Skála má v roce 2021 zřízeny osadní výbory Křížky, Mukařov a Sněhov[199]
- obec Nový Malín má v roce 2021 zřízen osadní výbor bez názvu pro část obce Mladoňov[200]
- obec Olbramovice má v roce 2021 zřízen osadní výbor Tomice[201]
- obec Ostroměř má v roce 2021 zřízen osadní výbor Domoslavice[202]
- obec Senice na Hané má v roce 2021 zřízeny osadní výbory Cakov a Odrlice[203]
- obec Starý Jičín má v roce 2021 zřízeny osadní výbory Dub, Heřmanice, Janovice, Jičina, Palačov, Petřkovice a Starojická Lhota[204]
- obec Strančice má v roce 2021 zřízen osadní výbor Všechromy (od roku 2006)[205]
- obec Svinčany má v roce 2021 zřízeny osadní výbory Nákle a Raškovice (společný pro části Dolní Raškovice a Horní Raškovice)[206]
- obec Těrlicko má v roce 2021 zřízeny osadní výbory Dolní Těrlicko, Horní Těrlicko, Hradiště a Kostelec[207]
- obec Vavřinec má v roce 2021 zřízeny osadní výbory Nové Dvory, Suchdol, Vavřinec a Veselice[208]
- obec Velké Popovice má v roce 2021 zřízeny následující osadní výbory[209]
  - osadní výbor Habří, Krámský, Křivá Ves, Mokřany a Řepčice
  - osadní výbor Lojovice a Dubiny
- obec Vrdy má v roce 2021 zřízeny osadní výbory Horní Bučice, Koudelov, Skovice a Zbyslav[210]
- obec Vysoký Újezd má v roce 2022 zřízeny osadní výbory Kuchař a Kozolupy[211]
- obec Želiv má v roce 2021 zřízen osadní výbor Miletín[212]

## Přípravný výbor při oddělování
Částečně se osadnímu či místnímu výboru podobá přípravný výbor v části obce, která usiluje o oddělení. Takový přípravný výbor však není výborem zastupitelstva a není volen zastupitelstvem obce, ale utvářejí si ho sami iniciátoři. Je tvořený lichým počtem nejméně tří členů a navrhuje uspořádání místního referenda, podílí se na jeho přípravě a konání, připravuje návrh na oddělení obce, jedná za nově vznikající obec a je účastníkem řízení o oddělení, nesmí však podat krajskému úřadu samotný návrh na oddělení. Zákon neurčuje způsob jeho jmenování, fakticky jsou legitimací k činnosti výboru podpisy sesbírané na podporu vyhlášení místního referenda o oddělení části obce. Přípravný výbor smí být nejvýše jeden.

## Komise místní části
V některých městech jsou pro záležitosti všech nebo vybraných místních části zřízeny pouze komise rady města, označované například jako komise místní nebo městské části, občanské komise, komise pro rozvoj příměstských částí nebo komise pro integrované obce. Tento typ komise není zákonem o obcích specificky upraven, na rozdíl od osadního či místního výboru nemá komise kontrolní funkci, ale pouze funkci iniciativní a poradní, a to vůči radě města.
- statutární město Havířov má v roce 2021 zřízeny občanské komise Bludovice, Dolní Datyně, Dolní Suchá, Město, Podlesí, Prostřední Suchá, Šumbark a Životice[213]
- statutární město Hradec Králové má v roce 2021 zřízeny komise místní samosprávy Březhrad, Kukleny, Malšova Lhota, Malšovice, Moravské Předměstí-jih, Moravské Předměstí-sever, Moravské Předměstí-východ, Nový Hradec Králové, Piletice, Plácky, Plačice, Plotiště, Pouchov-Věkoše, Pražské Předměstí-jih, Pražské Předměstí-sever, Roudnička, Rusek, Slatina, Slezské Předměstí-jih, Slezské Předměstí-sever, Střed města, Střed města-historické centrum, Svinary, Svobodné Dvory a Třebeš[214]
- statutární město Mladá Boleslav má v roce 2021 zřízeny komise pro rozvoj příměstských částí jih (Čejetičky-u mostu, Čejetičky-Sahara, Podchlumí, Jemníky, Chrást, Bezděčín) a sever (Debř, Debř-Láskov, Michalovice, Podlázky, Čejetice)[215]
- statutární město Olomouc má v roce 2021 zřízeny komise městských částí Černovír-Klášterní Hradisko, Droždín, Hejčín, Holice, Chomoutov, Chválkovice, Lazce, Lošov, Nedvězí, Nemilany, Neředín, Nová Ulice, Nové Hodolany, Nové Sady, Nový Svět, Olomouc-střed, Olomouc-západ, Pavlovičky, Povel, Radíkov, Řepčín, Slavonín, Staré Hodolany-Bělidla, Svatý Kopeček, Tabulový Vrch, Topolany a Týneček[216]
- statutární město Zlín má od roku 2008 zřízeny komise místních částí Bartošova čtvrť, Burešov-Vršava, Čepkov-Cigánov-Nivy, Jaroslavice, Jižní Svahy I., Jižní Svahy II., Klečůvka, Kostelec, Kvítková-Díly, Kudlov, Lazy-Lesní čtvrť, Letná, Lhotka-Chlum, Louky, Lužkovice, Malenovice, Mladcová, Mokrá-Zlínské Paseky, Obeciny, Podhoří, Podvesná-Benešovo nábřeží, Prštné, Příluky,  Salaš, Štípa, U Majáku-Filmové ateliery, Velíková, Zálešná-Kúty, Zlín-centrum[217]
- město Bohumín má v roce 2021 zřízeny komise pro městské části Pudlov, Skřečoň, Starý Bohumín, Šunychl, Vrbice a Záblatí[218]
- město Březová má v roce 2021 zřízenu společnou komisi pro integrované obce (Arnoltov, Kamenice, Kostelní Bříza, Lobzy, Rudolec a Tisová-Černý Mlýn)[219]
- město Český Těšín má v roce 2021 zřízenu společnou komisi pro příměstské části[220]
- město Nechanice má v roce 2021 zřízeny komise místních řízení místních částí Lubno, Nerošov, Sobětuš, Staré Nechanice, Suchá a Tůně[221]
- město Ostrov má v roce 2021 zřízenu společnou komisi pro místní části (Dolní Žďár, Hluboký, Horní Žďár, Kfely, Květnová, Maroltov, Mořičov a Vykmanov)
- město Polná má v roce 2021 zřízeny občanské komise Hrbov, Janovice-Skrýšov a Nové Dvory[222]
- město Trutnov má v roce 2021 zřízenu společnou komisi pro integrované obce[223]
- město Třebíč má v roce 2021 jako poradní orgán rady jmenovány zástupce místních částí Budíkovice, Pocoucov, Ptáčov, Račerovice, Řípov, Slavice a Sokolí[224]
- město Valašské Meziříčí má v roce 2021 zřízeny místní komise Krásno 1 (Křižná), Krásno 2 (Obora), Město 1 (Štěpánov) a Město 2 (Vyhlídka)[225]
- město Velké Meziříčí má v roce 2021 zřízeny komise pro místní správu Hrbov-Svařenov, Lhotky-Kúsky-Dolní Radslavice, Mostiště a Olší nad Oslavou[226]
- město Znojmo má v roce 2021 zřízeny komise pro příměstské části Derflice, Hradiště, Kasárna, Konice, Louka, Mramotice, Načeratice, Oblekovice-Bohumilice-Nesachleby, Popice, Přímětice-sídliště a  Přímětice-ves[227]
- obec Velký Týnec má v roce 2022 zřízeny komise pro místní části Čechovice a Vsisko[228]

## Chatové osady a zahrádkářské osady
Chatové osady mají v Česku osadní výbory chatových osad. Zahrádkářské osady mají v Česku základní organizace Českého zahrádkářského svazu (ZO ČZS). V naprosté případě těchto případů nejde o místní nebo osadní výbory veřejné samosprávy ve smyslu zákona o obcích, ale o soukromoprávní samosprávné orgány.

## Občanské aktivy
Ve vojenských újezdech měly až do roku 2015 podobnou funkci občanské aktivy, které podle zákona č. 222/1999 Sb., o zajišťování obrany státu, mohl a v některých případech musel zřídit jako svůj poradní orgán újezdní úřad. Od roku 2016 na základě zákona č. 15/2015 Sb. nesmí mít vojenské újezdy žádné obyvatele hlášené k trvalému pobytu. 
Občanskými aktivy se nazývají či nazývala též více či méně formální sdružení v některých nesamosprávných částech měst, například Občanský aktiv Klepačovský výbor v Klepačově nebo občanský aktiv Češkovice v částech města Blanska, v části Lukavec města Fulnek, v části Žerovice města Přeštice, v části Nová Dědina města Uničov atd. 